# Kirill Meretskov
Kirill Afanássievitch Meretskov (em russo: Кири́лл Афана́сьевич Мерецко́в; Vila de Nazarievo, distrito de Zaraysk, Gubernia de Riazã, 7 de junho de 1897 - Moscou, 30 de dezembro de 1968) foi um comandante militar soviético e Marechal da União Soviética a partir de 26 de outubro de 1944. Recebeu o título de Herói da União Soviética em 1940, foi condecorado com a Ordem da Vitória em 1945 e recebeu sete Ordens de Lenin. Foi candidato a membro do Comitê Central do Partido Comunista da União Soviética entre 1939 e 1956, membro da Comissão de Controle do Partido de 1956 a 1961, deputado do Soviete Supremo da URSS da 1ª à 5ª legislaturas (1940–1961) e deputado do Soviete Supremo da República Socialista Soviética Carelo-Finlandesa.

## Biografia

### Primeiros anos
Nasceu como o filho mais velho de uma família camponesa, filho de Anna Ivanovna (nascida Dobriakova) e Afanassi Pavlovitch Meretskov. Era de etnia russa. Desde os sete anos ajudava o pai a arar e gradear a terra e, aos nove, já participava de todos os trabalhos agrícolas. Concluiu uma escola primária zemstvo de quatro classes. Aos doze anos foi enviado para Moscou para trabalhar por conta própria, onde atuou como mecânico nas oficinas Khvaliov, na fábrica de metais Bordorf e na fábrica Lehmann. Já no primeiro emprego teve contato com operários ligados à militância revolucionária clandestina.
Enquanto trabalhava nas oficinas do “Colégio Industrial em memória dos 25 anos de reinado do imperador Alexandre II”, na praça Miússkaia, frequentava os “Cursos noturnos e dominicais da Cidade de Miússkaia para operários adultos”, oferecidos nesse mesmo colégio. Seu tio, que trabalhava como guarda-roupa num teatro, ocasionalmente o levava às apresentações, fazendo com que Meretskov se familiarizasse com o ambiente teatral.
Em 1915 participou de reuniões operárias. Ao começar a trabalhar na fábrica de gramofones de Turubiner, que executava encomendas militares, o jovem Kirill, então com dezoito anos, obteve isenção do alistamento durante a Primeira Guerra Mundial.

### Atuação no POSDR (bolchevique). Bolchevique
Também em 1915, Meretskov conheceu o engenheiro químico e revolucionário bolchevique Lev Karpov, que o enviou para a cidade de Sudogda, na gubernia de Vladímir. Ali permaneceu por quase três anos, trabalhando como mecânico-ajustador em uma fábrica de colofônia e terebintina. Durante esse período, conheceu o bioquímico Boris Zbarski.
Em 1916, a pedido da administração da fábrica, foi enviado a Moscou. Lá, recebeu a proposta de se engajar de forma mais ativa na atividade bolchevique, sendo transferido para a fábrica química de Bondiújsky, às margens do rio Kama, na vila de Bondiugi, na gubernia de Viatka, dirigida por Karpov. Todavia, esse local não oferecia isenção do alistamento militar. Desejando manter a dispensa, Meretskov optou por retornar a Sudogda.
Enquanto estava em Sudogda, tomou conhecimento da Revolução de Fevereiro e da queda da monarquia. Junto com outros bolcheviques, fundou uma célula local do Partido Operário Social-Democrata Russo, que, a partir de maio de 1917, passou a ter status oficial como comitê distrital do POSDR (bolchevique). Meretskov, com apenas vinte anos, foi eleito secretário.
No final do mesmo ano, o comitê distrital formou na cidade um destacamento da Guarda Vermelha, cujo chefe de Estado-Maior passou a ser Meretskov.
Após a Revolução de Outubro, participou da tomada do poder na cidade. Foi nomeado presidente da seção militar do soviete local e responsável pelas questões de desmobilização do antigo Exército.

### No Exército Vermelho
Meretskov ingressou no Exército Vermelho em agosto de 1918. Participou da Guerra Civil Russa. A partir desse mês, atuou como chefe de Estado-Maior da Guarda Vermelha em Sudogda. A unidade participou integralmente da operação de Cazã entre agosto e setembro de 1918, ocasião em que Meretskov substituiu em combate o comandante do destacamento, mortalmente ferido, e, logo depois, também foi ferido por dois tiros, permanecendo na luta até perder a consciência. Por sua atuação nesses combates, foi indicado para receber a Ordem do Estandarte Vermelho, que só lhe foi concedida em 1928.
Em fevereiro de 1919, foi enviado para estudar na Academia Militar do Exército Vermelho, mas sua formação teve diversas interrupções, pois os cadetes eram frequentemente mobilizados para os setores mais ameaçados do front. A partir de maio de 1919, serviu como assistente do chefe de Estado-Maior da 14.ª Divisão de Fuzileiros. Desde maio de 1920, atuou como assistente do chefe de Estado-Maior para reconhecimento das 4ª e 6ª Divisões de Cavalaria do Primeiro Exército de Cavalaria. Lutou nas frentes Oriental, Sul e Ocidental. Foi gravemente ferido três vezes.
Concluiu a Academia Militar do Exército Vermelho em 1921 e, em janeiro de 1922, foi nomeado chefe de Estado-Maior da 1.ª Divisão de Cavalaria de Tomsk. Em novembro de 1922, passou a atuar como inspetor na Direção Geral da Milícia do NKVD da RSFSR. A partir de fevereiro de 1923, serviu como assistente do chefe de Estado-Maior do 15.º Corpo de Fuzileiros do Distrito Militar do Cáucaso do Norte. Em novembro do mesmo ano, tornou-se chefe de Estado-Maior da 9.ª Divisão de Fuzileiros do Don, nesse mesmo corpo. Entre junho de 1924 e abril de 1932, serviu no Estado-Maior do Distrito Militar de Moscou: foi chefe do departamento de mobilização, assistente do chefe do Estado-Maior do distrito (a partir setembro de 1924), vice-chefe do Estado-Maior (a partir julho de 1928), comandante e comissário militar da 14.ª Divisão de Fuzileiros (a partir abril de 1930) e chefe do Estado-Maior do distrito (a partir de fevereiro de 1931). Em 1931, realizou um estágio de formação na Alemanha.
A partir de abril de 1932, Meretskov passou a atuar como chefe do Estado-Maior do Distrito Militar da Bielorrússia. Em dezembro de 1934, assumiu a chefia do Estado-Maior do Exército Especial do Extremo Oriente do Estandarte Vermelho. Entre setembro de 1936 e maio de 1937, esteve na Espanha como conselheiro militar, sob o pseudônimo de Petrovitch. Participou da Guerra Civil Espanhola e foi ferido em combate. A partir de junho de 1937, exerceu o cargo de vice-chefe do Estado-Maior Geral do Exército Vermelho. Em setembro de 1938, foi nomeado comandante das tropas do Distrito Militar do Volga. Em janeiro de 1939, chefiou o Distrito Militar de Leningrado.
Sob a direção de Meretskov, o Estado-Maior do Distrito Militar de Leningrado elaborou e apresentou ao comissário do povo para a Defesa, Kliment Vorochilov, em 23 de outubro de 1939, um "plano de operação para a destruição das forças terrestres e navais do exército finlandês", que revelava uma atitude negligente e subestimava o inimigo. Ao mesmo tempo, a análise da defesa finlandesa no istmo da Carélia foi feita de forma apressada e superficial, sem revelar a estrutura e o caráter das fortificações. O plano foi aprovado, mas seus erros contribuíram diretamente para o prolongamento da Guerra de Inverno e para as elevadas perdas sofridas pelo Exército Vermelho.
Ainda em 1939, Meretskov percorreu toda a fronteira soviético-finlandesa em um mesmo veículo com o membro do Politburo Andrei Jdanov, realizando o reconhecimento do terreno em preparação para a futura campanha militar.
Em 4 de junho de 1940, Meretskov recebeu, juntamente com Gueorgui Júkov e Ivan Tiulenev, o recém-criado posto de general do exército — sendo um dos primeiros a alcançar essa patente. De junho a agosto de 1940, atuou como vice-comissário do povo para a Defesa da URSS.
Entre agosto de 1940 e janeiro de 1941, exerceu o cargo de chefe do Estado-Maior Geral do Exército Vermelho. Meretskov não especificou em suas memórias o motivo de sua remoção desse posto em janeiro, mas existe uma versão apresentada nas memórias do chefe do Departamento de Informação da Direção de Inteligência do Estado-Maior, o tenente-coronel V. A. Novobrants:
Agora já se sabe por que Meretskov foi afastado. Numa reunião do Conselho Militar Principal com membros do Politburo, ele afirmou que a guerra com a Alemanha era inevitável, que o país e o Exército deviam ser colocados em posição de guerra e que era necessário reforçar as fronteiras. Foi considerado um ‘alarmista bélico’ e afastado do cargo, sendo substituído pelo general Júkov.
Em janeiro de 1941, Meretskov foi nomeado vice-comissário do povo para a Defesa da URSS, encarregado do treinamento de combate — função que manteve formalmente até a reorganização da administração do Comissariado, em 20 de maio de 1943.

### Segunda Guerra Mundial
Na noite de 21 de junho de 1941, Meretskov foi enviado como representante do Comando Supremo ao Distrito Militar de Leningrado. No segundo dia da guerra, em 23 de junho de 1941, foi chamado de volta a Moscou e preso com base nos testemunhos de diversos militares detidos entre 1937 e 1938, entre eles o comandante de exército de 1ª classe  Ivan Fedko, o comissário de exército de 1ª classe Piotr Smirnov, o almirante Vladimir Orlov, os comandantes de exército de 2ª classe Nikolai Kashirin e Innokenty Khalepski, os comissários de exército de 2ª classe Anton Bulin e Mikhail Landa, os comandantes de corpo Vassili Levitchiov, Sergei Mejeninov e Semion Uritski, os comandantes divisionais Piotr Tkalun, Semion Ventsov-Krants e Evgueni Kazanski, os comandantes de brigada Mark Tkachov e Kirill Ianson e o coronel Boris Simonov. Também pesava contra ele o testemunho do tenente-general da aviação Iakov Smushkevitch, preso na véspera, e de Ieronim Uborevitch, que já em 1937 havia declarado que recrutara pessoalmente Meretskov para uma organização militar conspiratória antissoviética.
Ele foi acusado nos termos do artigo 58, parágrafos 1 "b", 7, 8 e 11 do Código Penal da RSFS Russa e ficou preso na prisão de Lefortovo. A investigação foi conduzida por Lev Vlodzimirsky, Lev Shvartsman, Boris Rodos e V. G. Ivanov. Durante o interrogatório, Meretskov foi submetido a "métodos físicos de coerção". Maria Bergoltz, irmã da poetisa Olga Bergoltz, publicou registros de conversas com antigos colegas do marechal, entre os quais um relatou que, no inverno de 1941–1942, Meretskov teve um conflito com um agente do Departamento Especial que o vigiava, a quem declarou que não tinha mais vontade de viver e que os oficiais do NKVD haviam urinado em sua cabeça.
De acordo com o depoimento do colega de Oleg Suvenirov, o major-general Andrei Korneev, que presenciou pessoalmente uma conversa entre Hovhannes Bagramyan e Semion Timoshenko, este contou que, em um encontro particular com Meretskov, ao perguntar por que ele havia se autoincriminado, o marechal respondeu que foi espancado, ridicularizado e que, em troca das confissões, prometeram não tocar em sua família. Durante a fase inicial do processo, Meretskov declarou-se culpado. Em 15 de julho de 1941, foi realizada uma acareação entre ele e Aleksandr Loktionov, na qual este último foi severamente espancado diante de Meretskov. Na ocasião, Meretskov acusou Loktionov de participação em uma conspiração militar fascista e o pressionou a assinar uma confissão.
O ex-investigador Lev Shvartsman, condenado em 1956, confirmou que pessoalmente espancou Meretskov durante os interrogatórios, junto com Vsevolod Merkulov, Vlodzimirsky e também os investigadores Zimenkov e Sorokin.
Em 28 de agosto, Meretskov escreveu uma carta a Stalin pedindo para ser enviado ao front. Em 6 de setembro, foi "libertado com base em instruções dos órgãos diretivos por razões de ordem especial". Acredita-se que tenha sido solto por ordem direta de Stalin, o que é considerado o mais provável, embora não existam registros documentais — presume-se que a ordem foi dada verbalmente.
Ao que parece, ele ficou preso em uma cela fria e úmida, e, ao ser libertado, mal conseguia andar.

"Alguém informou isso a Stalin", relatou Júkov. Ou talvez ele mesmo tenha percebido. Mas, desde aquele dia, Meretskov era o único a quem se permitia sentar-se na presença de Stalin, enquanto todos os outros ficavam de pé.
O processo investigativo nº 981697 contra Meretskov foi destruído em 25 de janeiro de 1955 por ordem do Comitê Central do PCUS e por determinação do presidente da KGB junto ao Conselho de Ministros da URSS, Ivan Serov, o que faz com que a maioria dos detalhes do caso permaneçam desconhecidos.
Em suas memórias do pós-guerra, Meretskov descreveu esse episódio de forma breve:
Após retornar de Leningrado, por circunstâncias alheias à minha vontade, fiquei afastado de qualquer atividade por cerca de dois meses. Em setembro de 1941, recebi uma nova designação.— Meretskov K. A. Ao Serviço do Povo: Páginas de Memórias. 5ª ed., Moscou, 1988
A partir de 24 de setembro de 1941, Meretskov passou a comandar o 7.º Exército Independente, que conseguiu deter o avanço das tropas finlandesas no rio Svir. Em 9 de novembro de 1941, foi nomeado comandante do 4.º Exército Independente, participando da ofensiva de Tikhvin. Em 17 de dezembro de 1941, assumiu o comando da Frente de Volkhov, conduzindo a operação de Liuban.
De forma geral, sua atuação à frente da Frente de Volkhov entre fevereiro e março de 1942 é avaliada de maneira ambígua. Segundo alguns, sob sua liderança, o 2.º Exército de Choque conseguiu penetrar profundamente nas defesas alemãs, mantendo um corredor logístico seguro. Outros, porém, consideram que Meretskov falhou em expandir a abertura formada pela ofensiva do 2.º Exército, não tomando medidas suficientes para evitar o cerco das tropas. Além disso, já em março, o volume de suprimentos que chegava ao 2.º Exército de Choque era totalmente insuficiente, mesmo para manter as posições conquistadas — quanto mais para continuar o avanço.
Em 8 de março de 1942, o tenente-general Andrei Vlasov foi nomeado vice-comandante de Meretskov, e, em 20 de abril, tornou-se comandante do 2.º Exército de Choque, acumulando a função de vice-comandante da Frente de Volkhov. Em 23 de abril de 1942, por decisão do Stavka, a Frente de Volkhov foi transformado em Grupo Operacional Volkhov, subordinado à Frente de Leningrado, sob comando de Mikhail Khozin. Segundo o próprio Meretskov, a transferência das tropas para a Frente de Leningrado visava melhorar a coordenação das ações, já que o comandante Khozin havia garantido ao Stavka que a unificação das frentes permitiria resolver a questão do desbloqueio de Leningrado.
Meretskov foi então enviado como adjunto de Gueorgui Júkov a Frente Ocidental e, em 4 de maio, por solicitação pessoal, foi nomeado comandante do 33.º Exército.
Em razão de Khozin não ter conseguido organizar o cumprimento da diretriz do Stavka do Comando Supremo de 21 de maio sobre a retirada das tropas do 2.º Exército de Choque, ele foi afastado do cargo de comandante da Frente de Leningrado. Em 3 de junho, Leonid Govorov foi nomeado comandante da Frente de Leningrado. Em 9 de junho de 1942, Meretskov foi novamente nomeado comandante das tropas da restabelecida Frente de Volkhov.
Nesse cargo, ele concluiu a operação de retirada do 2.º Exército de Choque do cerco. Apenas em 21 de junho, ao custo de grandes perdas, foi aberto um estreito corredor, através do qual, durante três noites, grupos isolados de combatentes escaparam do cerco. Em 25 de junho, o inimigo eliminou essa brecha e os restos dispersos do exército que permaneceram no bolsão foram destruídos. O comandante do exército, Vlasov, rendeu-se em 11 de julho.
No final do verão de 1942, Meretskov liderou a Operação Siniavino de 1942, que terminou sem resultados e com enormes perdas para as tropas da frente. No entanto, o próprio Meretskov acreditava que, embora não tivesse alcançado a vitória nessa operação, também não sofrera uma derrota, pois frustrou o ataque planejado a Leningrado pelas tropas do general-marechal de campo Manstein. Ele citava, para isso, as palavras do próprio Manstein, que concluiu a descrição da Batalha de Siniavino em suas memórias com a frase: “um ataque a Leningrado agora estava fora de questão”.
Em janeiro de 1943, Meretskov destacou-se na ruptura do cerco a Leningrado durante a Operação Faísca. No mesmo ano, conduziu as ofensivas de Krasnoborsk e Mga, sem sucessos significativos. Em janeiro de 1944, desempenhou papel importante na vitória da Operação Leningrado-Novgorod.
Em meados de fevereiro de 1944, a Frente de Volkhov foi dissolvida e suas tropas foram incorporadas à Frente de Leningrado. Em 22 de fevereiro, Meretskov foi nomeado comandante das tropas da Frente da Carélia. À frente dessa frente, ele conduziu a Operação Vyborg-Petrozavodsk, a perseguição do inimigo nas direções de Kandalaksha e Kestenga, e a Operação Petsamo-Kirkenes, infligindo derrotas às tropas finlandesas e alemãs no setor norte. A Grande Guerra Patriótica nas fronteiras setentrionais da URSS foi encerrada por Meretskov em território norueguês em outubro de 1944. Ele foi condecorado pelo governo da Noruega com a Ordem de Santo Olavo.
Por decreto do Presidium do Soviete Supremo da URSS de 26 de outubro de 1944, foi-lhe concedido o título de Marechal da União Soviética. Entre abril e agosto de 1945, foi comandante do Grupo de Tropas de Primorie da Frente do Extremo Oriente. Participou do Desfile da Vitória em Moscou em 24 de junho de 1945.
A partir de 5 de agosto de 1945, comandou a 1ª Frente do Extremo Oriente, que desferiu o principal ataque contra as tropas japonesas na Manchúria durante a Guerra Soviético-Japonesa. Em 3 de setembro de 1945, Meretskov foi condecorado com a Ordem da Vitória pela derrota do Exército de Kwantung do Império Japonês e pela vitória sobre o Japão.

### Período pós-guerra
Após a guerra, Meretskov comandou tropas de diversos distritos militares: de Primorie (entre de 10 de setembro de 1945 e junho de 1947), de Moscou (entre julho de 1947 e maio de 1949), de Belomorsk (entre junho de 1949 e junho de 1951) e do Norte (entre junho de 1951 e 31 de maio de 1954). Entre 31 de maio e 15 de agosto de 1954, foi chefe dos Cursos Superiores de Tática de Infantaria “Vystrel” para aperfeiçoamento do corpo de comando. Desde agosto de 1955, atuou como assistente do Ministro da Defesa da URSS para instituições superiores de ensino militar. Em abril de 1964, tornou-se inspetor-geral do Grupo de Inspetores-Gerais do Ministério da Defesa da URSS.
Foi candidato a membro do Comitê Central do PCUS entre 1939 e 1956 e membro da Comissão de Revisão do partido entre 1956 e 1961. Deputado do Soviete Supremo da URSS da 1.ª à 5.ª legislatura (1940–1961) e também deputado do Soviete Supremo da RSS Carelo-Finlandesa.

Meretskov faleceu em 30 de dezembro de 1968. Sua urna com as cinzas foi sepultada na Muralha do Kremlin.